# La partenza dei volontari del 1792
La partenza dei volontari del 1792 (Le Départ des volontaires de 1792), anche noto come La Marsigliese (La Marseillaise), è un altorilievo monumentale in pietra, scolpito da François Rude tra il 1833 e il 1836, e situato sulla facciata est della parete laterale nord dell'arco di Trionfo di Parigi, nella place Charles-de-Gaulle.

## Descrizione

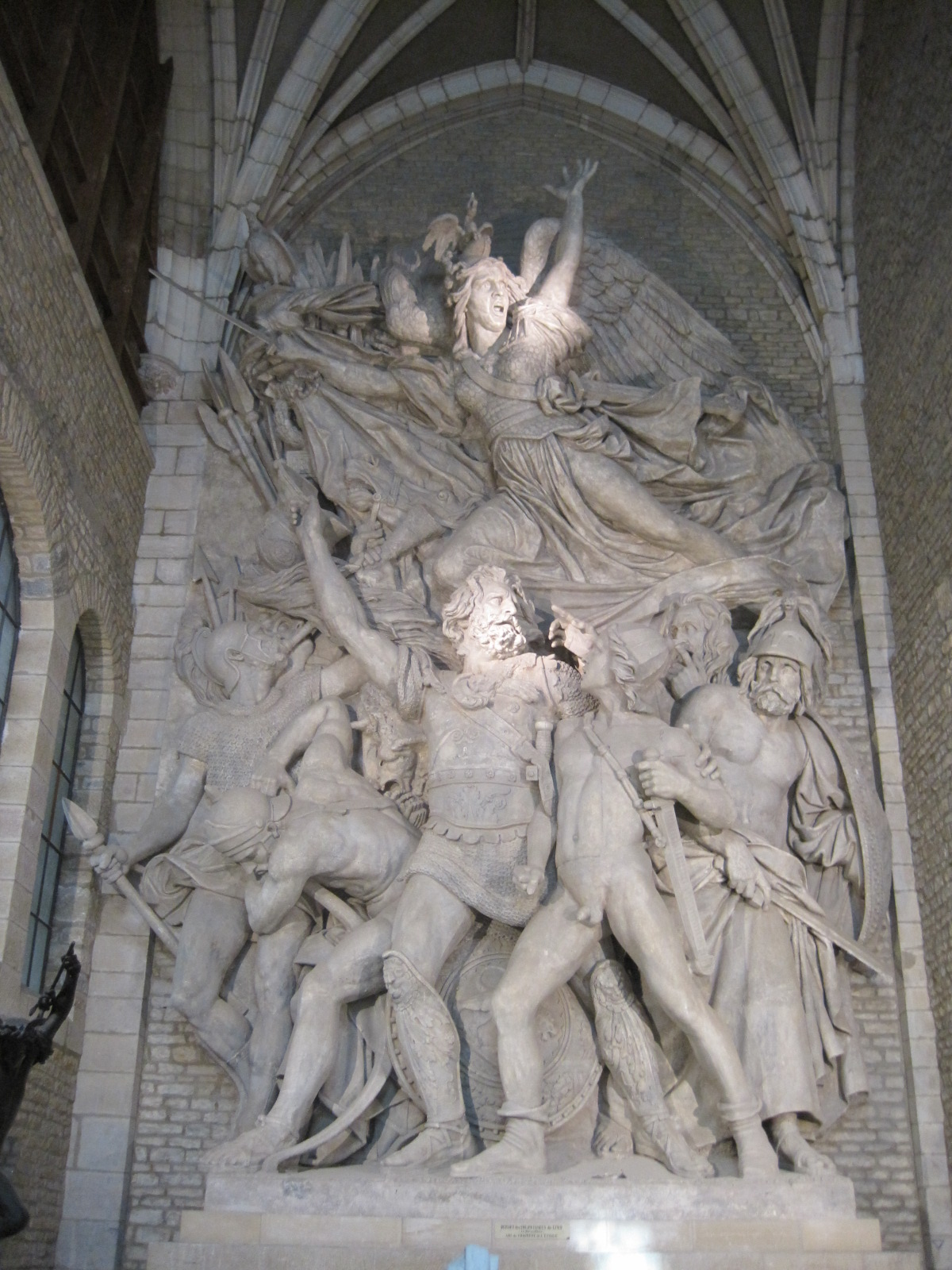
Un calco del gruppo scultoreo conservato al museo Rude di Digione.

Commissionata da Luigi Filippo I tramite il suo ministro Adolphe Thiers, l'opera rappresenta in maniera allegorica l'impegno dei volontari nazionali francesi contro gli eserciti della prima coalizione del 1792, durante la rivoluzione.
I volontari sono rappresentati all'antica, procedono verso sinistra e sono sovrastati da una figura alata, un'allegoria della Vittoria, che li esorta al combattimento. Il suo busto è coperto da una cotta aderente ed ella indossa un ampio mantello svolazzante. La donna indica con la spada la direzione da prendere. Dietro la sua coscia spunta la testa di un cavallo, trattenuto dalle briglie da un altro personaggio. Al centro, in basso, si trovano un guerriero greco e il suo giovane efebo che verranno ripresi dalla banca di Francia per la banconota viola da cinque franchi. Il guerriero alza con una mano il proprio elmo verso la Vittoria. Attorno a lui sono presenti gli altri volontari, che indossano delle armature greco-romane e sono armati di lance, spade e scudi. In alto si notano le punte di alcune lance e uno stendardo con un galletto sulla sommità e la sigla R.F. scritta poco più in basso: il gallo è l'animale nazionale della repubblica francese. 
L'opera si trova a pochi metri dalla tomba del Milite Ignoto, che si trova al centro dell'arco. Infatti, il 25 marzo 1943, dopo essere arrivato a Parigi, il giovane membro della resistenza Daniel Cordier volle rendere omaggio al Milite Ignoto prima di raggiungere una conoscenza non lontano dalla place de l'Étoile (il vecchio nome della piazza). Una volta giunto all'arco di Trionfo, vide che il monumento era circondato da molti soldati tedeschi che si facevano fotografare davanti all'altorilievo della Marsigliese.

## Analisi
Il movimento del gruppo e l'espressione della figura alata, per la quale la moglie dell'artista, Sophie Rude, diede i propri tratti al volto, caratterizzano lo stile romantico di questa scultura che è considerata il capolavoro di Rude. D. Strohl descriveva così la figura alata:
(Revue l'éducation Physique n. 21, gennaio 1932)
Il secondo titolo La Marsigliese riprende il nome dell'inno nazionale francese, anche se all'epoca della realizzazione del gruppo era ancora un semplice canto rivoluzionario. Infatti, l'altorilievo entrò presto nel repertorio allegorico della nazione francese, divenendo un vero e proprio simbolo patriottico.

## Copie

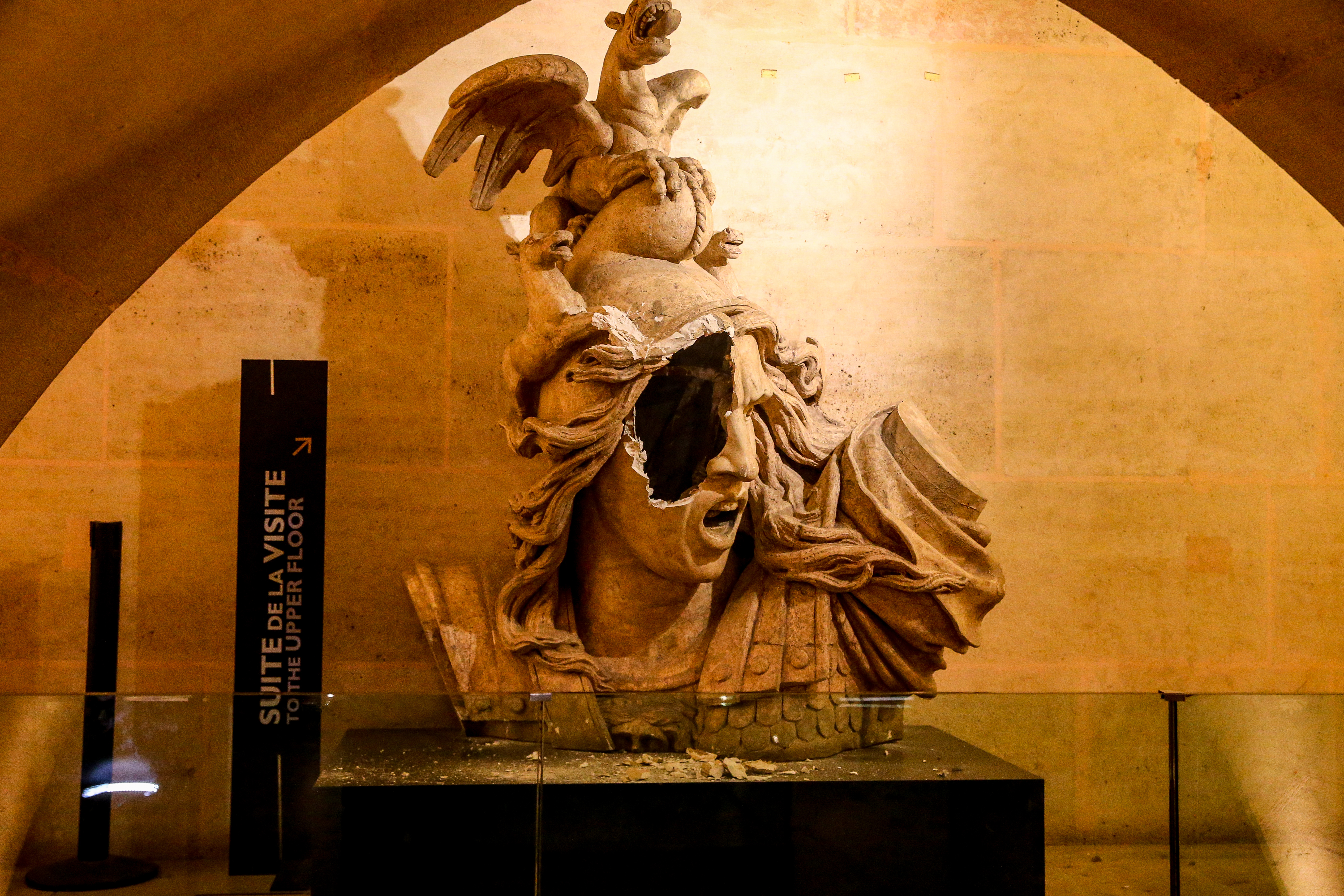
Il calco danneggiato nel 2018.

Dall'opera sono state tratte delle riduzioni in gesso o in bronzo che si focalizzano sui volti di alcuni personaggi, in particolare quello della Vittoria. Una versione bronzea, nella quale la Vittoria non indossa un elmo bensì un berretto frigio, si trova al museo nazionale di Stoccolma, mentre un calco in gesso è conservato alla Ny Carlsberg Glyptotek di Copenaghen. Un calco del gruppo nella sua interezza è conservato al museo Rude di Digione. Quest'ultimo venne realizzato nel 1938 in quanto si temeva che una nuova guerra avrebbe portato alla distruzione dell'arco di Trionfo a causa dei bombardamenti aerei.
Durante l'attacco all'arco di Trionfo del 1 dicembre 2018, un calco in gesso della testa della Vittoria, esposto all'interno dell'arco di Trionfo, venne danneggiato durante una delle manifestazioni dei gilet gialli. Nei mesi successivi il calco della Vittoria e gli altri beni culturali vandalizzati dai gilet gialli vennero restaurati.

## Nella cultura di massa

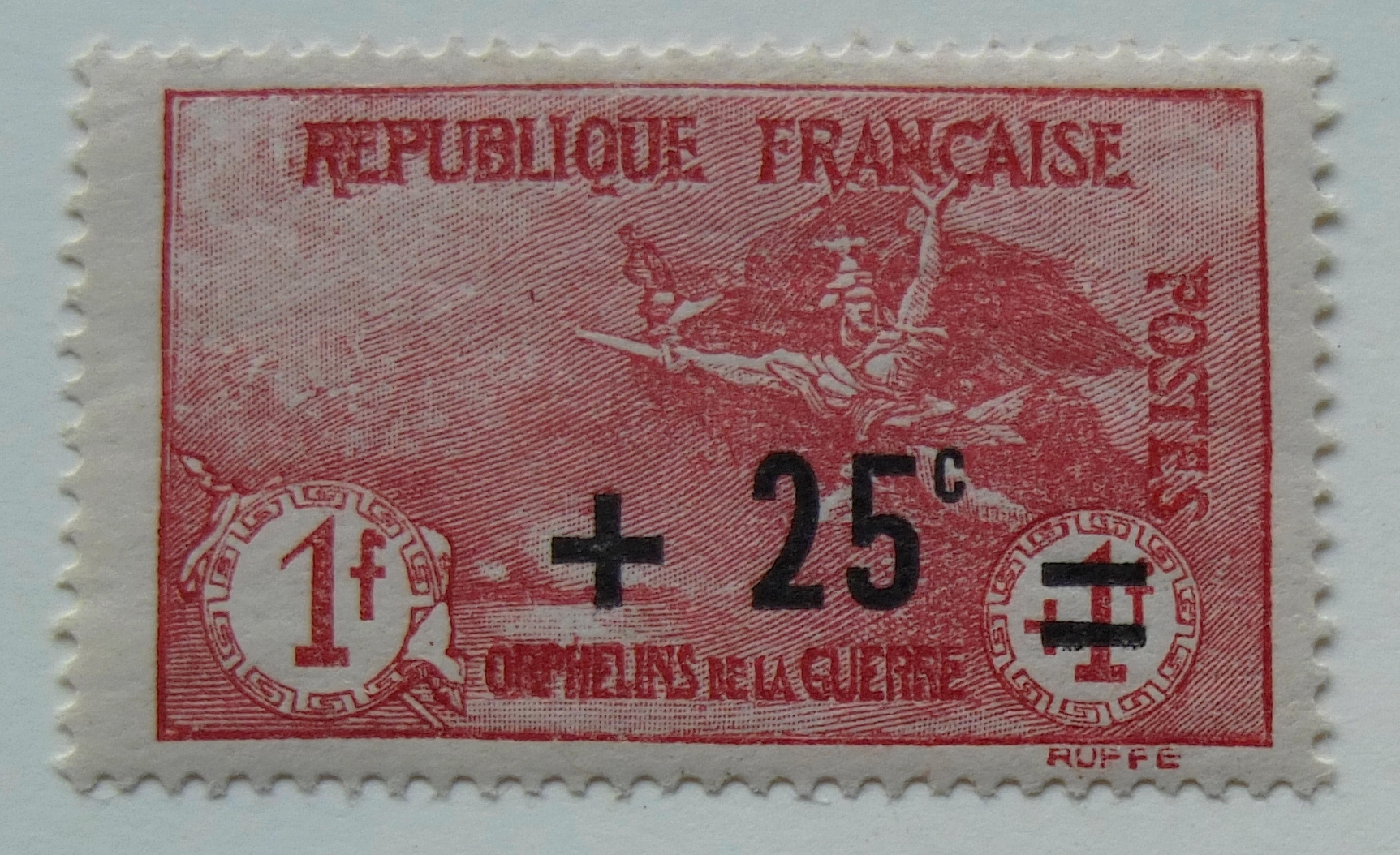
Uno dei francobolli dedicati agli orfani della grande guerra con la figura della Vittoria.

- Il volto della Vittoria potrebbe aver ispirato quello urlante della gorgone Medusa nel gruppo scultoreo Perseo e la Gorgone di Laurent-Honoré Marqueste.[12]
- Nel 1893, Joseph-Noël Sylvestre realizzò un dipinto nel quale François Rude è seduto su un'impalcatura davanti al proprio capolavoro.
- La Vittoria divenne il simbolo del secondo gruppo del duecentottantaduesimo reggimento di artiglieria pesante, che prestò servizio nella prima guerra mondiale.[13]
- Nel 1916, l'illustratore Georges Goursat, noto con lo pseudonimo Sem, realizzò una litografia nella quale dei soldati francesi sfilano sotto l'arco di Trionfo e i soldati rivoluzionari si materializzano proprio davanti al gruppo scultoreo di Rude.[14]
- La figura della Vittoria apparve in alcuni francobolli francesi dedicati agli orfani di guerra negli anni 1920 (che si devono a Louis-Jules Dumoulin) e in un francobollo dell'Algeria francese del 1943, con la scritta Un seul but, la victoire ("Un solo obiettivo, la vittoria").

## Galleria d'immagini

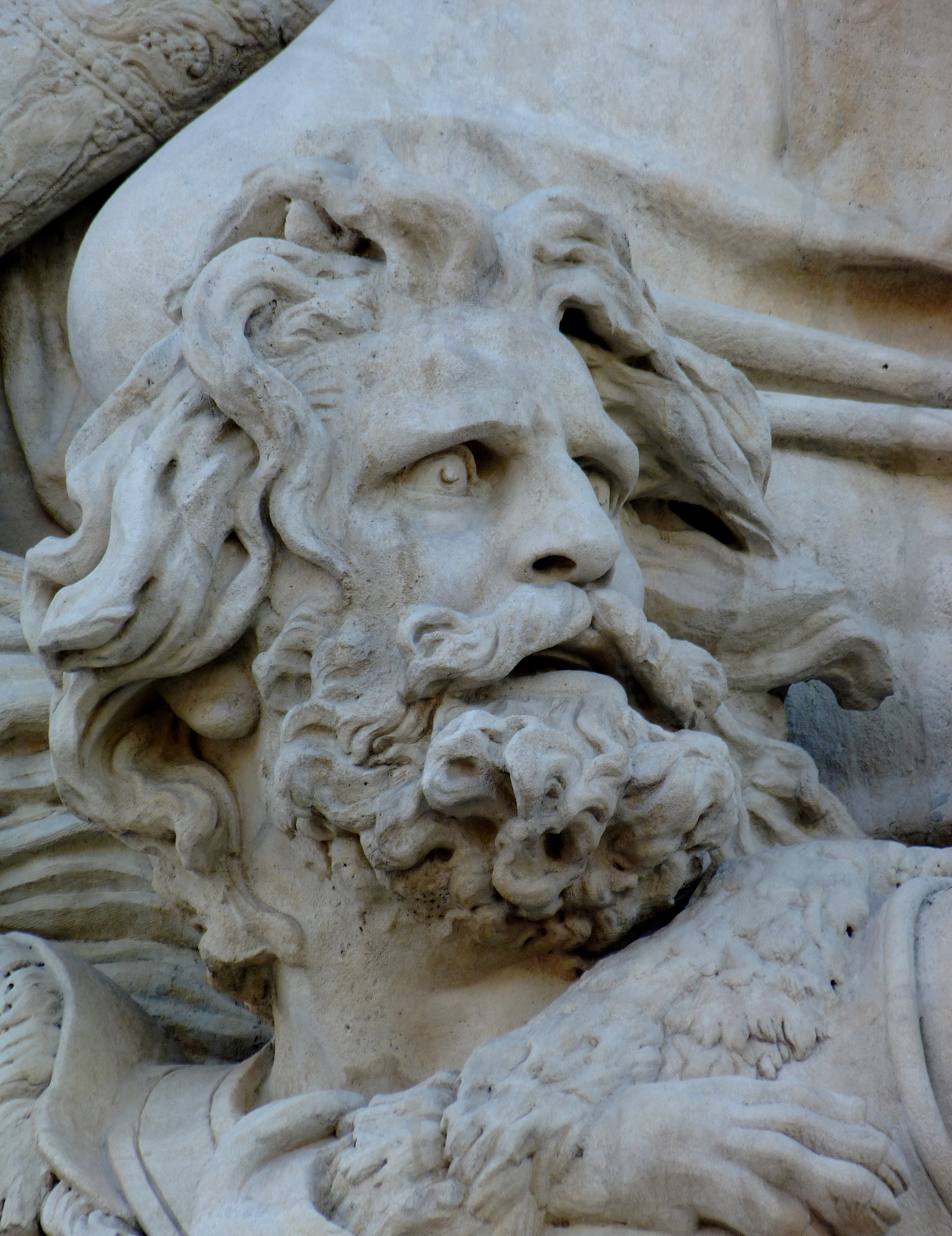
Un dettaglio della testa del guerriero al centro della composizione.
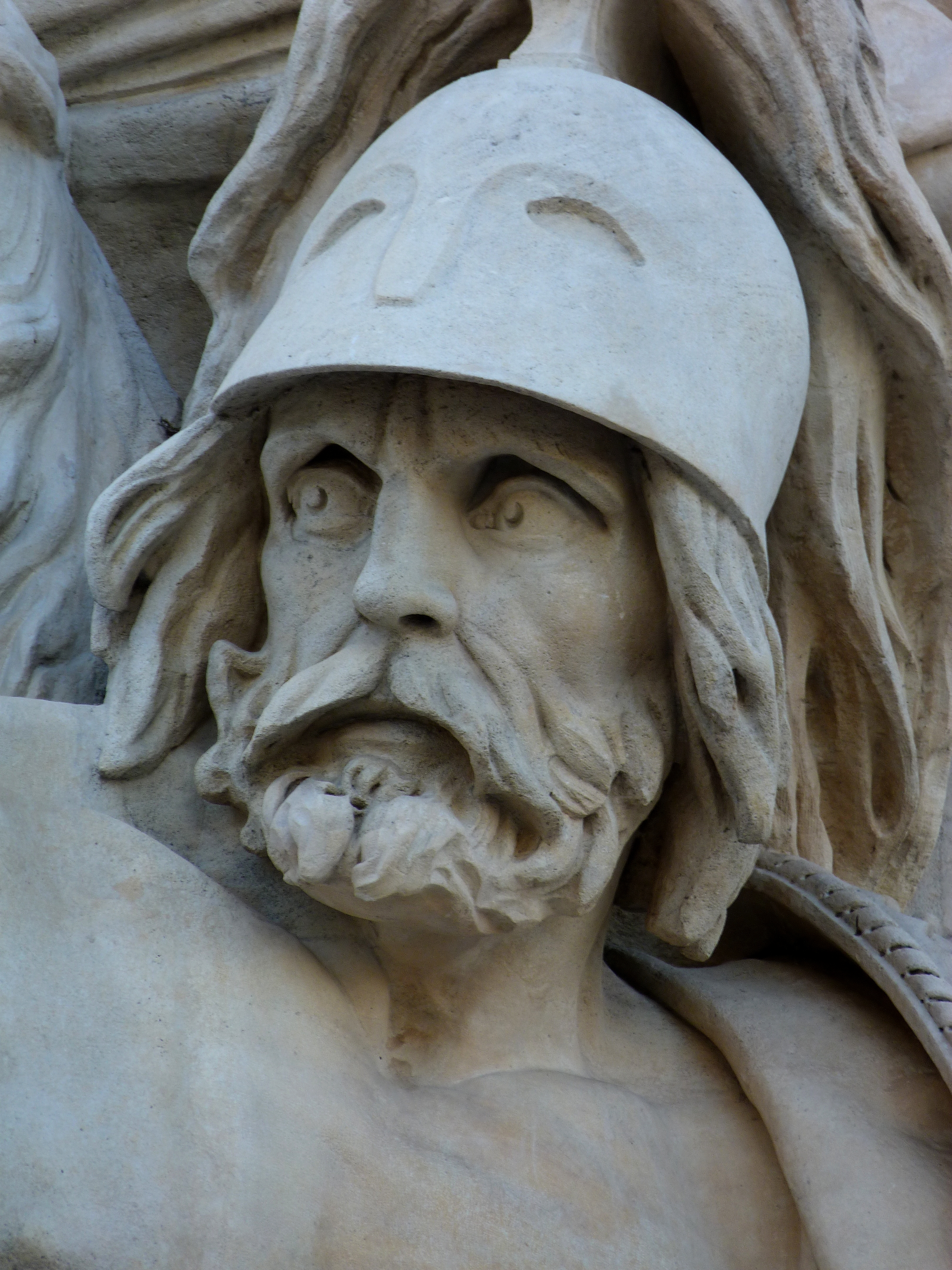
Un dettaglio del volto di uno dei guerrieri.
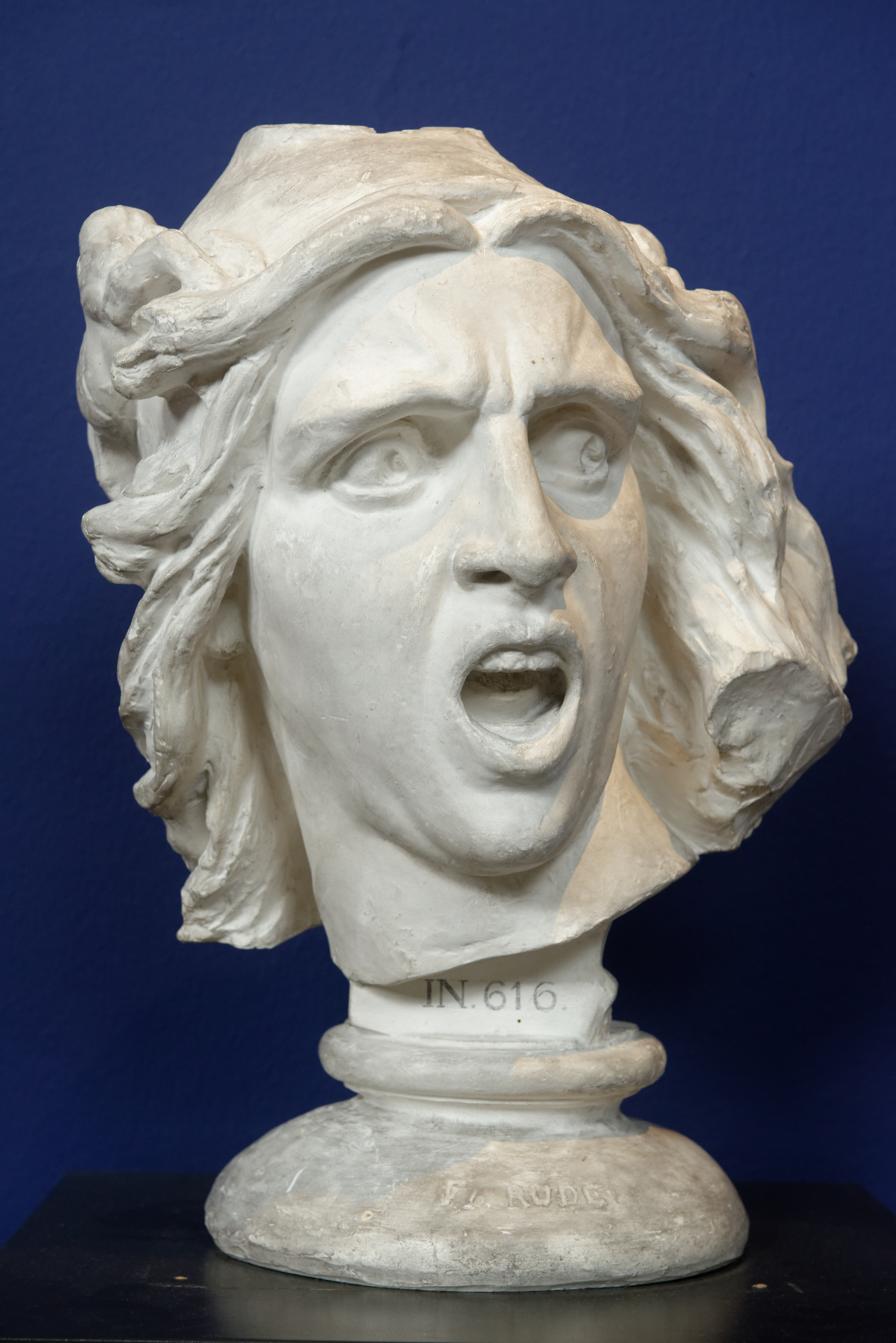
Un gesso del volto della Vittoria, conservato a Copenaghen.
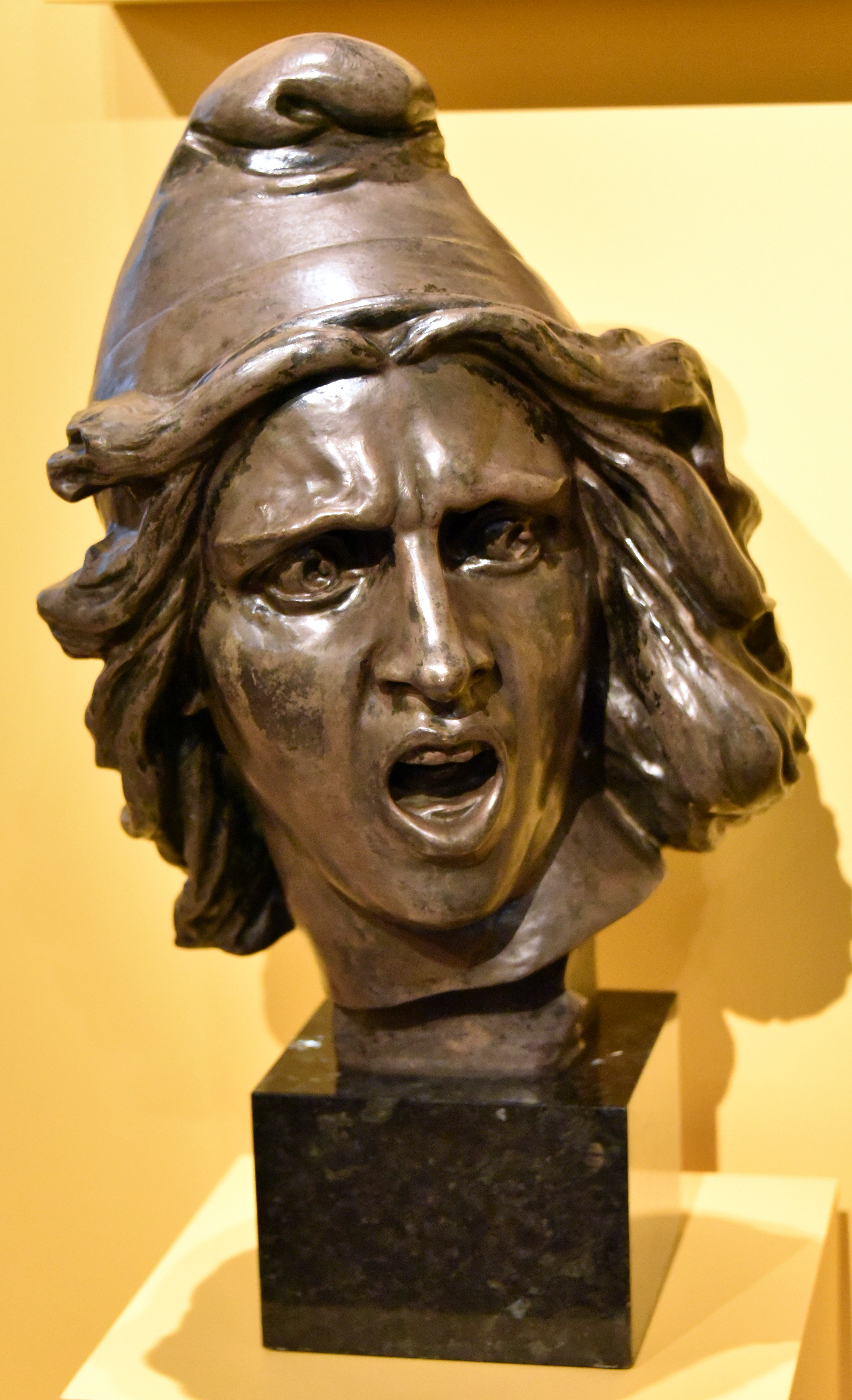
Una variazione bronzea della testa della Vittoria, conservata a Stoccolma.